# UCR FC
Universidad de Costa Rica (UCR) Fútbol Club – kostarykański klub piłkarski z siedzibą w stołecznym mieście San José. Występuje w rozgrywkach LINAFA. Domowe mecze rozgrywa na obiekcie Estadio Ecológico.

## Osiągnięcia

### Krajowe
- Primera División

| zwycięstwo (1):     | 1943 |
| drugie miejsce (0): | –    |

## Historia
W 1941 roku, niedługo po założeniu narodowej uczelni Universidad Nacional (później zmieniła nazwę na Universidad de Costa Rica), powołano uniwersytecką drużynę piłkarską. Dekretem prezydenta Rafaela Ángela Calderóna Guardii nowo powstały zespół dołączył do rozgrywek ligi kostarykańskiej, pomimo sprzeciwu pozostałych klubów. W 1943 roku, występując pod nazwą Universidad Nacional, drużyna wywalczyła swoje pierwsze mistrzostwo Kostaryki. Występowała w najwyższej klasie rozgrywkowej w latach 1941–1955, po czym spadł do drugiej ligi po przegranym dwumeczu barażowym z Uruguayem Coronado (1:2, 0:3).
W 1973 roku klub, po zmianie nazwy uczelni już jako Asociación Deportiva Filial Club de Fútbol Universidad de Costa Rica (ADFCF UCR), powrócił do pierwszej ligi kostarykańskiej. Skład drużyny stanowili wówczas studenci, pracownicy naukowi i personel uniwersytetu. W 1977 roku UCR ponownie spadł do drugiej ligi. W 2002 roku klub ze względu na wymogi Kostarykańskiego Związki Piłki Nożnej zmienił formę działalności na stowarzyszenie prywatne. W 2007 roku UCR po 30 latach przerwy powrócił na najwyższy szczebel rozgrywek i występował na nim w latach 2007–2011.
W 2013 roku UCR ponownie awansował do kostarykańskiej Primera División. Niedługo potem klub stopniowo popadł jednak w problemy organizacyjne. W 2017 roku Henning Jensen, rektor Universidad de Costa Rica, ogłosił wypowiedzenie porozumienia o współpracy z klubem ze względu na przekazanie administrowania zespołem kolumbijskiemu przedsiębiorstwu Con Talla Mundial bez poinformowania władz uczelni oraz niedotrzymanie umowy w kwestii sprawozdań finansowych. Tym samym klub UCR przestał otrzymywać finansowanie ze środków uczelni, nie mógł już używać dotychczasowej nazwy i korzystać z uczelnianych obiektów (w tym z Estadio Ecológico). Za sprawą zabezpieczenia sądowego klub był w stanie ostatecznie otrzymywać uczelniane finansowanie do 2018 roku i występować pod nazwą UCR do 2019 roku.
W 2019 roku klub zmienił nazwę na La U Universitarios. Administrowanie klubem przejęła nowa grupa akcjonariuszy z Juanem Carlosem Garitą na czele. Drużyna nie mogła już korzystać z obiektów treningowych należących do Universidad de Costa Rica, wobec czego podpisała umowę z władzami miasta Desamparados o użytkowanie tamtejszej infrastruktury oraz grę na Estadio Jorge Hernán „Cuty” Monge. Ostatecznie w 2020 roku La U Universitarios spadli do drugiej ligi kostarykańskiej i niedługo potem sprzedali licencję drużynie Marineros de Puntarenas.
Drużyna odrodziła się w 2021 roku pod nazwą UCR pod skrzydłami uczelni Universidad de Costa Rica, rozpoczynając występy w czwartej lidze. W 2022 roku awansowała na trzeci szczebel rozgrywek.